# Metepeira ventura
Metepeira ventura là một loài nhện trong họ Araneidae.
Loài này thuộc chi Metepeira. Metepeira ventura được Ralph Vary Chamberlin & Wilton Ivie miêu tả năm 1942.